# David Smith (réalisateur)
Pour les articles homonymes, voir David Smith et Smith.
David Smith (né le 28 octobre 1872 à Faversham, (Angleterre), et mort à Santa Barbara (Californie) le 25 avril 1930, est un réalisateur britannique.
Émigré aux États-Unis, il y fait carrière, tout comme son frère cadet Albert E. Smith, cofondateur de la Vitagraph Company of America. Dans certains films, il est crédité David Divad.

## Filmographie partielle
- 1918 : The Dawn of Understanding
- 1918 : By the World Forgot
- 1918 : The Changing Woman
- 1918 : A Gentleman's Agreement
- 1918 : Baree, Son of Kazan
- 1918 : The Woman in the Web
- 1919 : Peggy l'enfant terrible (A Fighting Colleen)
- 1919 : Georgette et son chauffeur (Over the Garden Wall)
- 1919 : La Petite Institutrice (Cupid Forecloses)
- 1919 : Petit Patron (The Little Boss)
- 1919 : La Petite Princesse (A Yankee Princess)
- 1919 : Fiancé malgré lui (The Wishing Ring Man)
- 1919 : La Maison du bonheur ou Quand le cœur sait (The Enchanted Barn)
- 1920 : The Roads We Take
- 1920 : The Courage of Marge O'Doone
- 1920 : Telemachus, Friend
- 1920 : Le Fou de la vallée (Pegeen)
- 1921 : The Flower of the North
- 1921 : A Guilty Conscience (en)
- 1921 : The Silver Car
- 1921 : It Can Be Done
- 1921 : Beauté noire (Black Beauty)
- 1922 : The Ninety and Nine
- 1922 : Little Wildcat
- 1922 : A Girl's Desire
- 1922 : La Rebelle (My Wild Irish Rose)
- 1922 : Angel of Crooked Street
- 1922 : The Little Minister
- 1923 : The Man from Brodney's
- 1923 : Les Pionniers du Far-West (Pioneer Trails)
- 1923 : L'Alarme de minuit (The Midnight Alarm)
- 1923 : Face au devoir (Masters of Men)
- 1924 : Le Capitaine Blood (Captain Blood)
- 1924 : Code of the Wilderness
- 1924 : Borrowed Husbands
- 1924 : My Man
- 1925 : Steele of the Royal Mounted
- 1925 : Dick le vengeur (Baree, Son of Kazan)
- 1925 : Pampered Youth
- 1927 : They Call It Love
- 1927 : Two to One